# O Demônio do Meio-Dia
O Demônio do Meio-Dia: Um Atlas da Depressão (em inglês: The Noonday Demon: An Atlas of Depression) é um livro de memórias escrito por Andrew Solomon e publicado pela primeira vez sob o selo editorial Scribner, da editora Simon & Schuster de Nova York, em 2001.
O Demônio do meio-dia examina os aspectos pessoais, culturais e científicos da depressão através das entrevistas publicadas de Solomon com pessoas que sofriam de depressão, médicos, pesquisadores, políticos, e farmacêuticos.
O livro é um desenvolvimento do artigo de Solomon sobre depressão, de 1998, para a revista New Yorker.
A obra de Solomon recebeu críticas positivas, sendo descrito pelo New York Times como "um livro de notável alcance, profundidade, largura e vitalidade." O livro foi homenageado em 2001 com o National Book Award de não-ficção
e o Lambda Literary Award para autobiografia ou memórias. Em 2002, foi finalista do Prémio Pulitzer de Não Ficção Geral.

## Edição atualizada
Uma nova edição foi publicada por Charles Scribner's Sons , em 2015, que acrescentou um capítulo sobre novos tratamentos para a depressão. A atualização foi mencionada durante uma entrevista de Solomon para um talk-show de rádio e um artigo que ele escreveu para o New York Times .